# Kentucky Derby 1941
Kentucky Derby 1941 var den sextiosjunde upplagan av Kentucky Derby. Löpet reds den 3 maj 1941 över 1 1⁄4 miles (2 012 m). Löpet vanns av Whirlaway som reds av Eddie Arcaro och tränades av Ben A. Jones.
Elva hästar deltog i löpet. Whirlaways segertid var nytt löprekord (senare slaget). Whirlaway kom sedan att segra i både Preakness Stakes och Belmont Stakes, och blev därmed den femte hästen att ta titeln Triple Crown. Han segrade även i Travers Stakes efter att ha vunnit Triple Crown, och blev då den första och hittills enda hästen som tagit en så kallad Grand Slam.

## Resultat
| P  | S  | Häst          | Jockey            | Tränare            | Ägare                 | Tid      |
| -- | -- | ------------- | ----------------- | ------------------ | --------------------- | -------- |
| 1  | 4  | Whirlaway     | Eddie Arcaro      | Ben A. Jones       | Calumet Farm          | 2:01 2/5 |
| 2  | 2  | Staretor      | George Woolf      | George H. Strate   | Hugh S. Nesbitt       |          |
| 3  | 7  | Market Wise   | Irving Anderson   | George W. Carroll  | Louis Tufano          |          |
| 4  | 9  | Porter's Cap  | Leon Haas         | R. Thomas Smith    | Charles S. Howard     |          |
| 5  | 5  | Little Beans  | Gustavo Moore     | Rocky Palladino    | Mrs. Louise Palladino |          |
| 6  | 11 | Dispose       | Carroll Bierman   | Max Hirsch         | King Ranch            |          |
| 7  | 3  | Blue Pair     | Basil James       | Willie Crump       | Vera S. Bragg         |          |
| 8  | 10 | Our Boots     | Conn McCreary     | Steve Judge        | Woodvale Farm         |          |
| 9  | 8  | Robert Morris | Harry C. Richards | Thomas H. McCreery | J. Frederick Byers    |          |
| 10 | 6  | Valdina Paul  | Hugh O. Lemmons   | John J. Flanigan   | Valdina Farms Stable  |          |
| 11 | 1  | Swain         | Johnny Adams      | Bill Winfrey       | Cleveland Putnam      |          |

Segrande uppfödare: Calumet Farm (KY)